# 暗殺遊戲
《暗殺遊戲》（俄语：Мафия: Игра на выживание）是一部2016年俄羅斯科幻動作片，為薩里克·安卓斯楊執導，並和格翁德·安德亞斯楊、弗拉基米爾·波利亞科夫、麥斯·歐尼可夫、尼基塔·阿爾古諾夫共同擔任監製。該片於2016年1月1日在俄羅斯上映。

## 劇情
故事設定於未來的莫斯科，主要敘述十一位不同身分的人受邀參加當下最受歡迎的真人實境節目；在這十一人中，有九名是平民，有兩名是殺手，九名平民必須藉由遊戲來找出誰是這兩名殺手，但過程中不免發生恐懼、謊言、痛苦、驕傲、激情、愛情和死亡。獲勝者將獲得巨額的獎金，而失敗者則會失去性命...。

## 票房
在俄羅斯和獨聯體國家，電影票房總計420萬美元，並於中國獲得310萬美元的票房。

## 外部連結
- 互联网电影数据库（IMDb）上《暗殺遊戲》的资料（英文）
- 豆瓣电影上《暗殺遊戲》的資料 （简体中文）
- YouTube上的【暗殺教室】中文電影預告.（繁體中文）